# Dreyse M1907
Dreyse M1907 — німецький бойовий пістолет часів Першої світової війни. Використовувався німецькою армією в період Першої та Другої світових воєн.
Розробка була розпочата в 1905 році. В 1907 році з'явився прототип, який одразу прийняли на озброєння поліції, а пізніше — армії. Розробкою пістолета займався Луїс Шмайссер, який на той час був знаним німецьким конструктором. Пістолет був названий на честь німецького зброяра, винахідника ковзного затвора Йоганна фон Дрейзе.

## Механізм
Dreyse М1907 мав вільний затвор, поворотний механізм знаходився навколо ствола. Для чищення або ремонту ствол пістолета повертали ствольною коробкою донизу, чим відкривався доступ до шарніра, який знаходився перед запобіжною скобою.

## Оператори
- Австро-Угорська імперія
- Німецька імперія
- Веймарська республіка
- Третій Райх
- Османська імперія
- Ватикан — швейцарською гвардією використовувався до 1990 року, коли був замінений SIG Sauer P220